# مارك دياكيزي
مارك براير إيدونفولوالا نتواسي دياكيزي (بالإنجليزية: Marc Prayer Idonfulowala N'twasi Diakiese؛ مواليد 16 مارس 1993) هو مُقاتل فنون قتالية مختلطة إنجليزي كونغولي الأصل.

## وصلات خارجية
- مارك دياكيزي على موقع يو إف سي (الإنجليزية)
- مارك دياكيزي على موقع شيردوغ (الإنجليزية)
- مارك دياكيزي على موقع Tapology.com (الإنجليزية)
- مارك دياكيزي على موقع IMDb (الإنجليزية)
- مارك دياكيزي على موقع قاعدة بيانات الفيلم (الإنجليزية)